# Ingrid Ragnvaldsdotter
Ingrid Ragnvaldsdotter (staroseversky: Ingiríðr Rögnvaldsdóttir; 1100–1110 – zm. po r. 1161) byla rodem členka švédské královské rodiny, sňatkem se stala členkou dánské šlechty a později jako manželka Haralda IV. Norského norskou královnou. Byla čtyřikrát vdaná a měla mnoho dětí, které hrály významnou úlohu ve švédských a norských dějinách.

## Život
Ingrid Ragnvaldsdotter se narodila mezi lety 1100 a 1110. Byla dcerou Ragnvalda Ingessona, jediného známého syna švédského krále Inge I. Ragnvald však zemřel mladý a nestal se tak po svém otci králem.
Jejím prvním manželem byl Henrik Svendsen Skadelår, syn Svenda Svendsena, jednoho z nemanželských synů dánského krále Svena II. Svend Svendsen byl neúspěšným uchazečem o trůn – zemřel v době, kdy měl být zvolen dánským králem. Henrik Svendsen byl zmrzačený a nebyl považovaný za kandidáta vhodného na trůn. Svými intrikami si však získal nepřátele. Jsou známi tři synové Henrika a Ingrid, včetně budoucího švédského krále Magnuse II. Je známo, že Ingrid intrikovala ve prospěch svého syna, když se snažil získat švédský trůn. Henrik Skatelår zemřel 4. června 1134 v bitvě u Foteviku ve Skåne.
Brzy poté se Ingrid vdala za norského krále Haralda IV. Gilleho S ním měla syna, který se později stal norským králem jako Inge I. V roce 1136 byl Harald Gille zavražděn a Ingrid hrála důležitou roli v tom, že její syn Inge a její nevlastní syn Sigurd II. byli prohlášeni spoluvládci v Norsku, a tak v následujícím boji proti uzurpátorovi Sigurdovi Slembemu. Byla jedním z nejdůležitějších rádců krále Ingeho.
Jejím třetím manželem byl mocný šlechtic Ottar Birting (Óttarr Birtingr), ale znovu se stala vdovou, když byl během 40. let 12. století zabit v Nidarosu. Mezi třetím a čtvrtým manželstvím se jí narodil nemanželský syn Orm Ivarsson, jehož otcem byl jinak neznámý Ivar Sneis. Čtvrtým manželem Ingrid byl další mocný šlechtic Arne Ivarsson ze Stårheimu (Árni Ívarsson á Stoðreimi), se kterým měla čtyři děti.
3. února 1161 byl Inge I. poražen a zabit v bitvě proti Haakonovi II. Norskému. Sága Heimskringla naposledy Ingrid zmiňuje, když se s manželem uchýlila do dánského exilu.

## Potomci
s Henrikem Skadelårem:
- Magnus II. Švédský (Magnus Henriksson)
- jarl Ragnvald Henriksson (Ragvald Henriksson)
- Burits Henriksson (Buris/Boris; asi 1130–1167, zavražděn)

s Haraldem Gillem
- Inge I. Norský (Ingi Haraldsson)

- Orm Ivarsson (Ormr konungsbróðir) (nemanželský) – mocný šlechtic v době Magnuse V. Norského

s Arne Ivarssonem ze Stårheimu
- Filip z Herdly (Philippus í Herðlu)
- biskup Nikolas Arnesson (Nikolás Árnason)
- Inge Arnesson (Ingi Árnason)
- Markéta Arnesdotter (Margrét Árnadóttir), matka Filipa Simonssona